# Francesco Sacrati

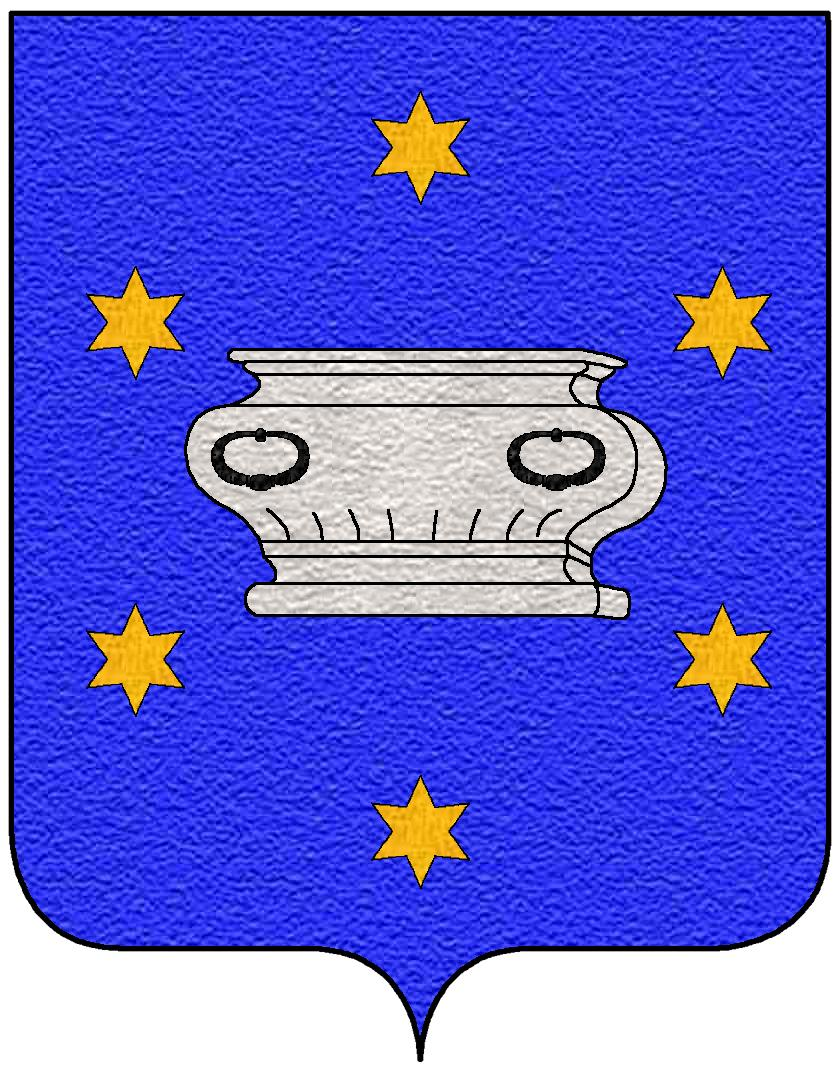
Stemma Sacrati

Francesco Sacrati (Ferrara, 1567 – Roma, 6 settembre 1623) è stato un cardinale e arcivescovo cattolico italiano.

## Biografia
Nacque a Ferrara nel 1567 da una nobile famiglia. Fu nipote di Ercole Sacrati e fratello di Alfonso Sacrati, entrambi vescovi di Comacchio.
Si laureò a Bologna dottore in utroque iure.
Fu referendario del Supremo Tribunale della Segnatura Apostolica (1595).
Fu nominato governatore di Fano il 5 ottobre 1596.
Nel 1600 accompagnò il cardinal nepote Pietro Aldobrandini a Firenze per dare il benvenuto alla regina Maria de' Medici, consorte del re Enrico IV di Francia.
Nel 1612 fu consacrato arcivescovo titolare di Damasco.
Nel 1621 fu nominato prefetto della Dataria Apostolica, lo stesso anno papa Gregorio XV lo elevò al rango di cardinale nel concistoro del 19 aprile. Ebbe il titolo di San Matteo in Merulana.
Fu commendatore dell'Ordine di Malta e abate commendatario di San Giovanni in Castagneto. Nel 1622 fu trasferito alla sede vescovile di Cesena. Partecipò al conclave del 1623.
Morì il 6 settembre 1623 all'età di 56 anni e fu sepolto nella chiesa di Santa Maria dell'Anima.

## Genealogia episcopale e successione apostolica
La genealogia episcopale è:
- Cardinale Guillaume d'Estouteville, O.S.B.Clun.
- Papa Sisto IV
- Papa Giulio II
- Cardinale Raffaele Sansone Riario
- Papa Leone X
- Papa Paolo III
- Cardinale Francesco Pisani
- Cardinale Alfonso Gesualdo di Conza
- Papa Clemente VIII
- Papa Paolo V
- Cardinale Scipione Caffarelli-Borghese
- Cardinale Francesco Sacrati

La successione apostolica è:
- Vescovo Francesco Cavaliere (1621)
- Vescovo Fabrizio Carafa (1622)
- Vescovo Sebastiano De Paoli (1622)
- Vescovo Girolamo Tantucci (1622)
- Arcivescovo Giovanni Matteo Cariofilli (1622)